# Guillermo León Valencia Airport
Guillermo León Valencia Airport är en flygplats i Colombia. Den ligger i den västra delen av landet, 400 km sydväst om huvudstaden Bogotá. Guillermo León Valencia Airport ligger 1 733 meter över havet.
Terrängen runt Guillermo León Valencia Airport är platt åt nordväst, men åt sydost är den kuperad. Runt Guillermo León Valencia Airport är det tätbefolkat, med 550 invånare per kvadratkilometer. Närmaste större samhälle är Popayán, 1,8 km söder om Guillermo León Valencia Airport. Runt Guillermo León Valencia Airport är det i huvudsak tätbebyggt.